# Азербайджанский чай

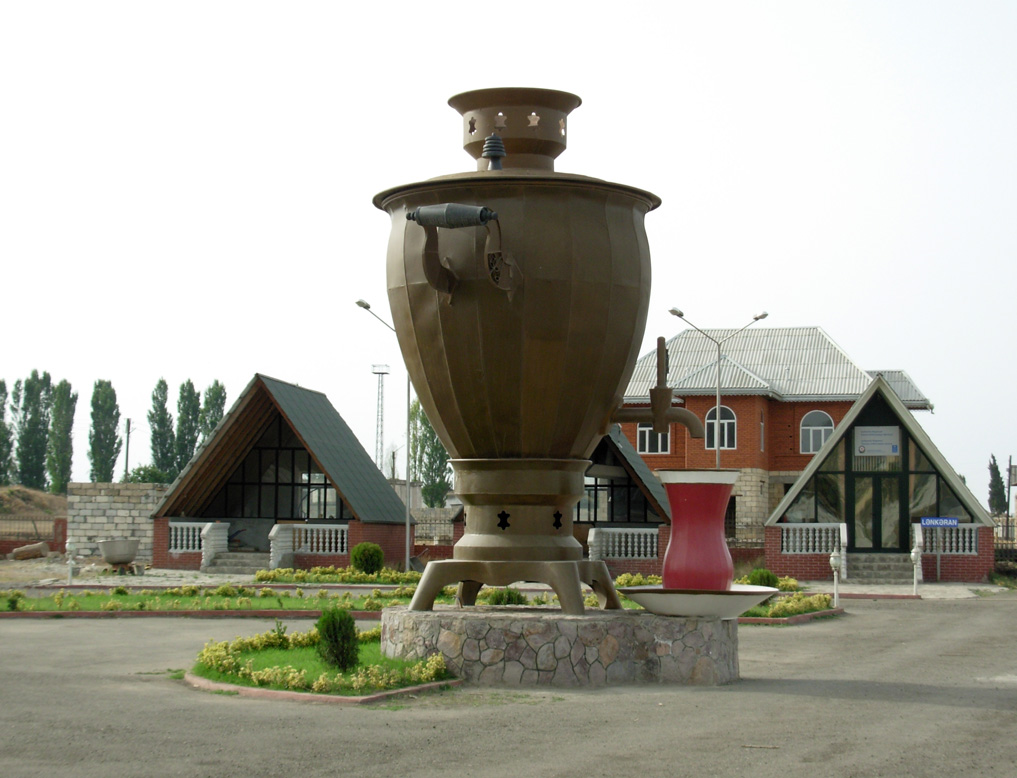
Памятник самовару и чаю в стакане «Армуду». Ленкорань

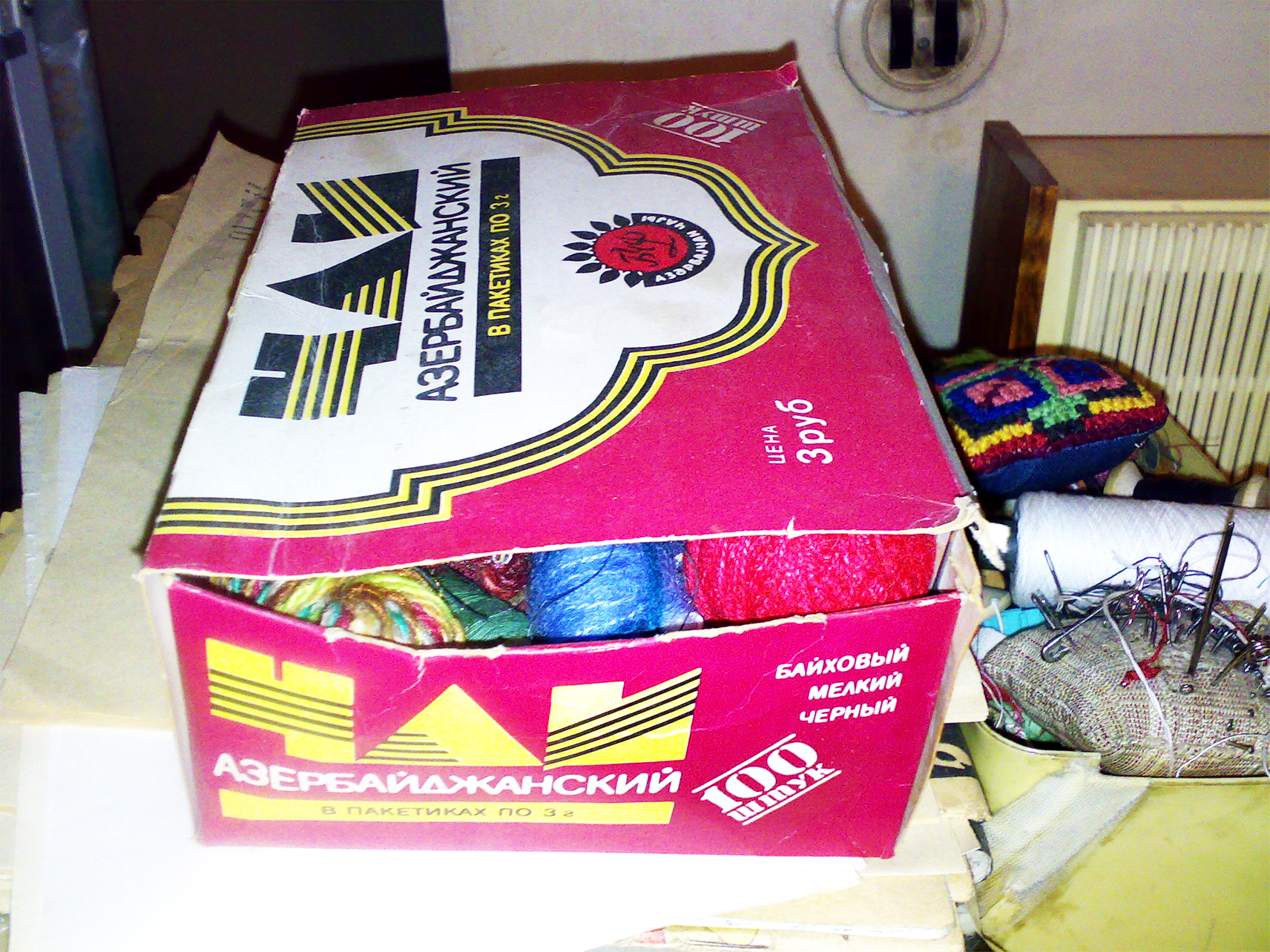
Коробка из-под азербайджанского чая в пакетиках, 1980-е годы

Азербайджанский чай (азерб. Азәрбајҹан чајы, Azərbaycan çayı) — сорт чая, выращиваемого в Азербайджане. Развитие чаеводства в основном выделяется в Ленкорань-Астаринском экономическом районе, где в городах Ленкорань, Астара, Масаллы, сёлах Пенсар и Машхан расположены чайные фабрики, в основном чёрного байхового чая.
Около 90 % азербайджанского чая производится в городе Ленкорань на южной границе Азербайджана, недалеко от Ирана. Идея выращивания чая в регионах с влажным субтропическим климатом каспийского сектора Азербайджана была высказана в 1880—1890-х годах. За это время Ленкорань-Астаринский район привлек внимание благодаря благоприятным климатическим условиям для выращивания чая и сейчас производит 99 % азербайджанского чая.

## История
В конце XIX века энтузиаст М. О. Новоселов заложил в Ленкоранском районе опытные участки чайного дерева. В 1896 году он впервые посадил чайный куст на территории современного Ленкоранского района, где к 1900 году были заложены уже небольшие опытные участки. Но они не приобрели характер промышленного производства, более того — погибли в 1920 году. Развитие чайного дела в советские годы привело к тому, что в 1928—1929 гг. в Ленкоранской, а также в Закатальской зонах были вновь посажены саженцы чая, а в 1932—1934 гг. началась промышленная закладка плантаций. В 1937 году были выпущены первые пачки азербайджанского чая.
Считалось, что в советские годы азербайджанский чай привлекал к себе растущее внимание потребителей Ленинграда, Москвы, Прибалтийских республик и многих других городов Советского Союза.
7 мая 1949 года Кабинет министров СССР выступил с заявлением о создании чайного завода в Азербайджанской ССР, который существенно улучшил методы производства чая и увеличил урожай чая так, что к 1988 году в Азербайджане было произведено 38,5 тыс. тонн чайного листа, в основном черного чая. План, который был предложен для дальнейшего развития чайных плантаций, был одобрен и реализован Советом технико-экономических экспертов Государственного комитета по планированию Советского Союза в 1953 году. План включал в себя разработку схемы плантаций с учетом оборудования, станочных инструментов, земли, и водоснабжение, помогающее потоку ирригации. С этого момента производительность сухих чайных листьев увеличилась.
К 1982 году в Азербайджане было произведено 26 тысяч тонн чая. В 1983 году в Азербайджане под культурой чая было занято 9,3 тыс. га.
В 1987 году правительство Азербайджана приняло еще один указ о дальнейшем расширении производства чая в стране. Первоначально, как упоминалось в проекте плана, расширение чайного поля к началу 2000 года достигло 21 тысячи гектаров, что увеличило количество произведенных листьев зеленого чая до 80-90 тысяч тонн, а сухого чая — до 20-22 тысяч тонн.
Вплоть до 1989 года советские чаи, в том числе и азербайджанский, поступали на внешние рынки: в Польшу, ГДР, Венгрию, Румынию, Финляндию, Чехословакию, Болгарию, Югославию, а также во многие азиатские страны — Афганистан, Иран, Сирию, Южный Йемен, Монголию.
В 1990-е годы в суверенном Азербайджане разгорелся вооружённый Карабахский конфликт. В стране возникла напряжённая ситуация, чайные фабрики начали закрываться. Объём производства чая, в основном чёрного, составивший в 1988 году 38,5 тысяч тонн, упал в 1995 году до 1,2 тысяч тонн.
С развитием рыночных отношений в Азербайджане производство чая стало оживляться, также благодаря совместным предприятиям с Турцией и Арабскими Эмиратами. Производимый в стране чай, преимущественно зелёный, нашёл потребителя в основном внутри страны.

### Производство чая в 21 веке

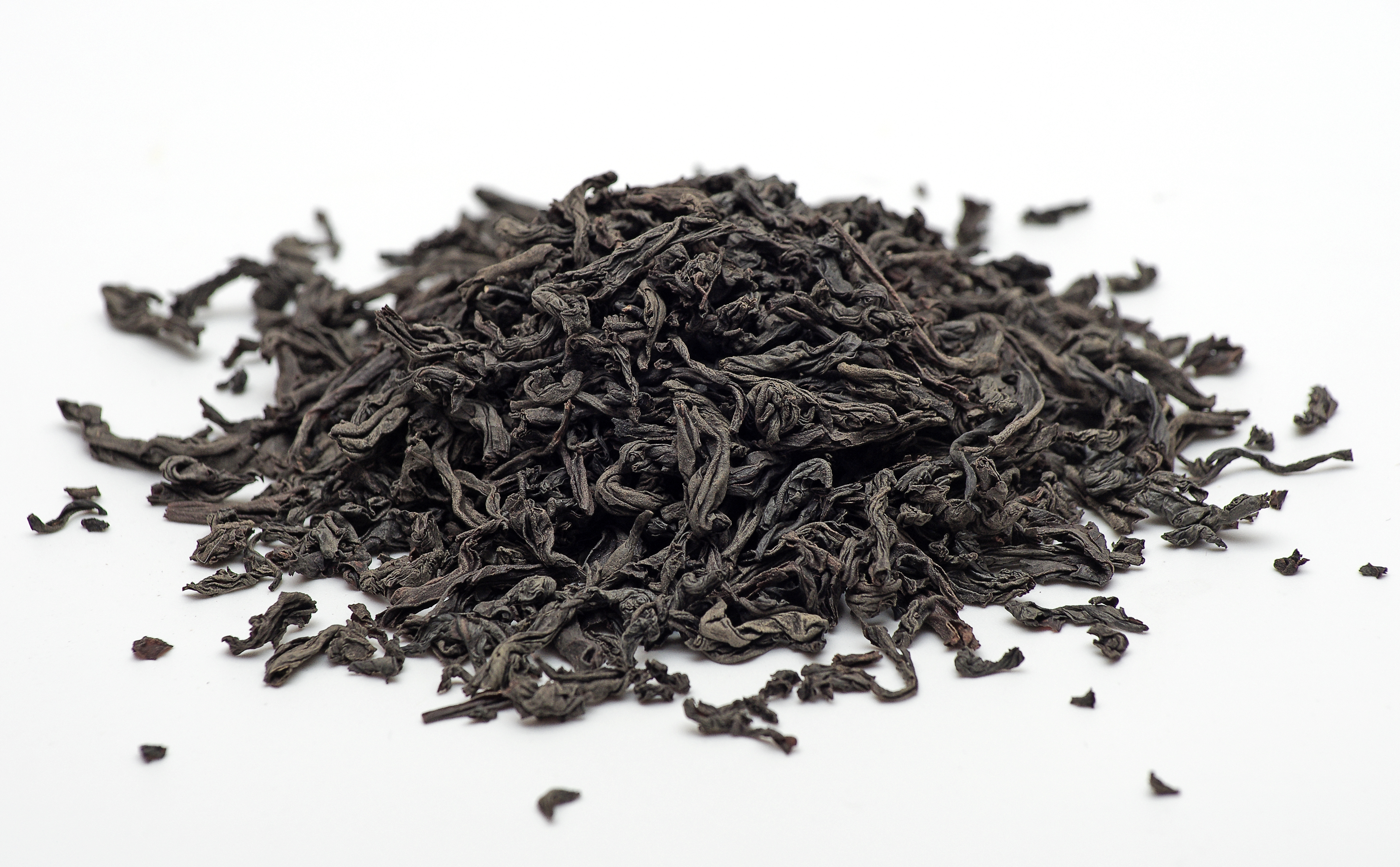
Азербайджанский черный чай

Основными чаеводческими базами Азербайджана сегодня являются Ленкоранский, Астаринский, Лерикский, Масаллинский, Закатальский и Белоканский административные районы. Чайные плантации этих районов переданы в пользование сельским фермерским хозяйствам. Однако в первые годы чайные плантации вышли из строя из-за отсутствия у фермеров необходимой материально-технической базы, и на их месте была взращена другая сельскохозяйственная продукция. В связи с этим производство чая в республике начало слабеть.
В «Государственной Программе социально-экономического развития регионов Азербайджанской Республики» (2004—2008) Президента Республики от 11 февраля 2004 года в связи с развитием чайной промышленности намечалось восстановление 996 га чайных плантаций, увеличение объёма производства предприятий по переработке чая и другие мероприятия. Это должно было сыграть значительную роль в развитии ненефтяного сектора, в росте удельного веса чаеводства в сельском хозяйстве, а также в повышении занятости труда и уровня жизни населения.
В последние годы повышение цен на зеленые чайные листы привлекло внимание фермеров к этой отрасли. В Азербайджане развитием чаеводства в основном выделяется Ленкорань-Астаринский экономический район. В Шеки-Загатальском экономическом районе этот рост происходит относительно слабо.
В 2014 году было собрано c полей 474,2 тонны чая.
Производство чая в Азербайджане 2008—2012 гг. составляло около 10,6—10,9 тыс. тонн. В 2013 году производство наблюдался спад производства до 7,5 тыс. тонн, в 2014 производство выросло до 8 тыс. тонн. Уровень обеспечения внутреннего рынка чаем местного производства составил в 2012 — 65,6 %, 2013 годах — 54,7 %.
Также азербайджанский чай экспортируется в основном в Ирак, Грузию, Украину и Россию.

### Чайные бренды производимые в Азербайджане
- Azerçay — производится холдингом Azersun Holding.
- Pasha çay — производится по лицензии холдингом Azersun Holding.
- Final — производится холдингом Azersun Holding.
- Maryam — производится холдингом Azersun Holding.
- Pürrəngi — производится холдингом Azersun Holding.
- Berqa — производится холдингом Azersun Holding.

## Чайная индустрия
Фабрика по производству чая Sun Tea Azerbaijan, работающая в составе «Azersun Holding» с 1996 года, занимает видное место среди заводов по упаковке чая в Содружестве Независимых Государств (СНГ). Компания является региональным лидером на Южном Кавказе с производственной мощностью около 15 тысяч тонн в год. Компания производит лист чистого зелёного чая на своих заводах по первичной обработке чая, которые расположены в Ленкоранской и Астаринской областях. Её деятельность охватывает сушку, скручивание, ферментацию, сухую сортировку, упаковку, отделение посторонних примесей (ветка, плодоножка, металлический загрязнитель и т. д.), а также упаковку. В основном компания производит упакованные чаи, зелёные чаи и фруктовые чаи. Чайная фабрика Sun Tea Azerbaijan предлагает упакованный чай 5 крупных торговых марок, который экспортируется на Кавказ, в Среднюю Азию и во все страны СНГ, в первую очередь, в Россию.
Для своего главного бренда Azerçay компания использует листья с чайных плантаций в стране или напрямую от производителей чая в чайных регионах Индии, Вьетнама и Кении. Чтобы удовлетворить потребности завода в Баку, он также получает высококачественные цейлонские чаи через свою торговую дочернюю компанию Inter Tea в Шри-Ланке. Sun Tea Azerbaijan упаковывает чай в несколько весов (50, 100, 250 и 500 грамм) в соответствии с государственным стандартом Азербайджана и гигиеническим сертификатом Министерства здравоохранения Азербайджанской Республики. Фабрика в основном использует смесь цейлонского и индийского необработанного чая для производства чайных марок «Финал» и «Марьям». Существует несколько видов чая, и каждый имеет свое качество и состав.

## Чайная культура
В Азербайджане, где обычай чаепития широко распространён, чай считают символом гостеприимства и уважения к гостям. Подавать чай на стол до основных блюд является традицией. Азербайджанцы считают, что чай располагает к беседе и непринуждённому общению. В Азербайджане пьют в основном чёрный байховый листовой чай. Азербайджан сегодня считается классической страной чаепития на Кавказе.
В 2020 году на включение в список ЮНЕСКО была подана турецко-азербайджанская заявка под названием «Культура чая: происхождение, гостеприимство и символ социального взаимодействия».

## Закон о выращивании чая
Закон Азербайджанской Республики о выращивании чая устанавливает правовую основу регулирования организации чая, производства, переработки и оборота чая, а также обеспечения качества чайной продукции в Азербайджанской Республике. Основными направлениями государственной политики в области выращивания чая являются стимулирование инвестиционной деятельности и сотрудничества, расширение лизинга и агроуслуг, улучшение качества и увеличение экспорта чайной продукции, защита внутреннего рынка, а также улучшение социальной безопасности и сохранения экологического равновесия в регионах, где выращивается чай. Закон, одобренный бывшим президентом Азербайджана Гейдаром Алиевым (17 декабря 2002 года), направлен на обеспечение восстановления и развития чая в стране по стимулированию производства чая, создание экономических и правовых гарантий для доставки на потребительский рынок. Государственная программа развития чая в Азербайджанской Республике на 2018—2027 годы, утвержденная указом Президента Азербайджанской Республики Ильхама Алиева (12 февраля 2018 года), направлена на увеличение экспортного потенциала в этой отрасли и обеспечения занятости сельского населения.

## Обязанности государства в области выращивания чая
Согласно Закону Азербайджанской Республики о выращивании чая, обязанности государства в области выращивания чая охватывают:
- Принятие нормативных правовых актов по регулированию мер по организации выращивания чая, выращиванию чайных посадочных материалов, производству, обороту и улучшению качества чайных продуктов;

- Исследование, прогнозирование рынка чайной продукции, разработка и реализация целевых государственных программ по развитию промышленности;

- Стимулировать на основе целевых программ выращивания чайных плантаций на землях, пригодных для чая, восстановления существующих чайных плантаций, выращивания чайных посадочных материалов, совершенствования научного обеспечения выращивания чая, увеличения экспорта и улучшения качества товара;

- Выполнять другие задачи, установленные законодательством.